# Tarahumaras
Tarahumara (exônimo) ou Rarámuri designa um grupo de povos nativos de México originalmente habitantes do território do estado de Chihuahua, habitando posteriormente as regiões altas de Sierra Madre Ocidental após o contato com europeus. Chamam-se a si mesmos Rarámuri, transformado em "Tarahumara" pelos espanhóis, termo que também denomina a língua falada por estes povos. 
A língua Rarámuri pertence à família uto-asteca. Embora esteja em declínio sob a pressão do idioma espanhol, ainda é amplamente falada. Na língua Rarámuri, o termo endonímico rarámuri refere-se especificamente aos homens; as mulheres são referidas como mukí (individualmente) e como omugí ou igómale (coletivamente). Segundo o historiador Luis González, rarámuri etimologicamente significa "planta corredora", o que, num sentido mais amplo, quer dizer "os de pés ligeiros", em alusão à tradição mais antiga desta cultura: o hábito de correr. 
Estima-se que sua população esteja em torno de 100.000 pessoas. A maioria ainda pratica um estilo de vida tradicional, inclusive habitando abrigos naturais (grutas ou saliências de falésias). As culturas básicas são milho e feijão; no entanto, muitos dos Rarámuri ainda praticam a transumância, criando gado, ovelhas e cabras. Quase todos os Rarámuri migram de um lugar para outro ao longo de um ano.

## História

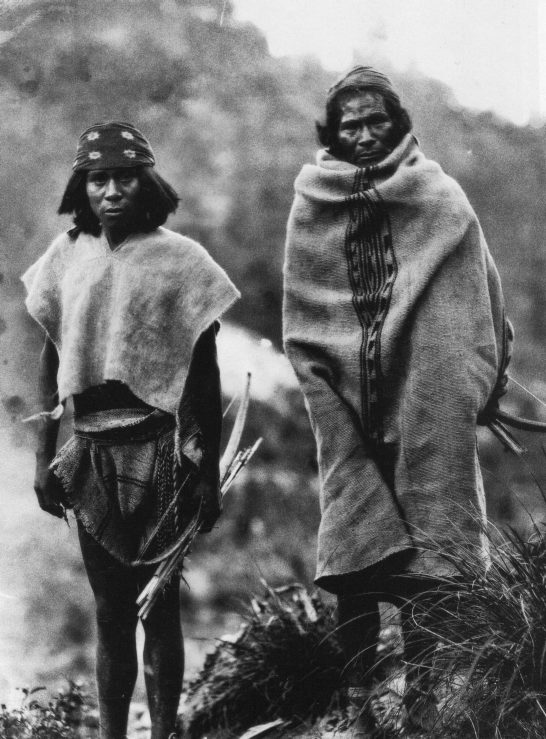
Tarahumaras em Tuaripa, Chihuahua.

Acredita-se que os Rarámuri descendem da cultura Mogollon. No início do século XVII, os espanhóis haviam estabelecido minas em território Rarámuri e fizeram algumas buscas de escravos para obter trabalhadores para as minas. O jesuíta Juan Fonte estabeleceu uma missão, San Pablo Balleza, no extremo sul do território Rarámuri, expandindo-se do trabalho missionário com os Tepehuas para o sul. A resistência violenta dos Tepehuas à incursão espanhola na revolta dos Tepehua de 1616 matou Fonte e outros sete missionários jesuítas, fechando a missão por mais de uma década.
A descoberta das minas de Parral, em 1631, aumentou a presença espanhola em terras Rarámuri, trazendo mais incursões de missionários jesuítas e busca de escravos. Missões foram estabelecidas em Las Bocas, Huejotitlan, San Felipe e Satevo. Em 1648, os Rarámuri travaram guerra contra os espanhóis. Reuniram-se em Fariagic e depois destruíram a missão de São Francisco de Borja. Dois dos líderes deste ataque foram capturados pelos espanhóis e executados. Pouco depois, os espanhóis estabeleceram Villa de Aguilar no coração do território alto Rarámuri.
A partir de então, os Rarámuri se dividiram em dois grupos: aqueles nas missões das regiões baixas continuaram a se converter e integrar a população católica em geral e perderam em grande parte sua identidade; e aqueles nas áreas altas entraram em guerra sob a liderança de Tepóraca e outros, expulsando os jesuítas e colonos espanhóis da área. Os jesuítas retornaram na década de 1670 e finalmente batizaram milhares de Rarámuri, mas essas pessoas mantiveram uma identidade única separada. Tepóraca foi executado pelos espanhóis em 1690. De 1696 a 1698, os Rarámuri novamente travaram guerra contra os espanhóis, mas foram derrotados. Existe um importante relato jesuíta de 1691 que diz respeito à resistência dos Rarámuri à evangelização, o Historia de la tercera rebelión tarahumara.
Em 1753, os jesuítas entregaram as missões das regiões baixas a padres seculares e, em 1767, os jesuítas foram expulsos dos territórios espanhóis. A maioria das missões no território Rarámuri deixou de funcionar ou foi entregue aos franciscanos. Apesar dos esforços dedicados e entusiásticos, os franciscanos não conseguiram igualar os jesuítas, e as missões declinaram. Os jesuítas restabeleceram as missões no início do século XX.

## Resistência à prova
Os tarahumaras são conhecidos pela sua corrida. Eles correm descalços e percorrem várias milhas sem se cansar. Isso já foi tema de documentário da Discovery Channel, Animal Planet e da Netflix.